# Iordan Raditxkov
Iordan Dimitrov Raditxkov (en alfabet ciríl·lic Йордан Димитров Радичков) (Kalimanitsa, 24 d'octubre de 1929 - 21 de gener de 2004) va ser un novel·lista i dramaturg, conegut com el Kafka búlgar. Es considera com un dels escriptors més significatius de la lliteratura bulgar de l'últim terç del segle XX per la seva mestresa d'una ironia súbtil, única manera de sobreviure artísticament dins de les normes del règim comunista. Tot i això, el drama Un assaig de volar i la pel·lícula El globus lligat van ser prohibit per la censura fins que el règim va caure el 1989. Les seves obres van ser traduïdes en moltes llengües europees.